# De Dion-Bouton Type EK
Der De Dion-Bouton Type EK ist ein Pkw-Modell aus den 1910er Jahren. Hersteller war De Dion-Bouton aus Frankreich.

## Beschreibung
Die Zulassung durch die nationale Zulassungsbehörde erfolgte am 29. September 1913. Vorgänger war der Type DX.
Der Vierzylindermotor hat 66 mm Bohrung, 120 mm Hub und 1642 cm³ Hubraum. Er war damals in Frankreich mit 9/12 Cheval fiscal (Steuer-PS) eingestuft. Bei 1500 Umdrehungen in der Minute leistet er 15,5 bhp. Die Höchstleistung des Motors ist nicht bekannt. Er ist vorne im Fahrgestell montiert und treibt über ein Viergetriebe und eine Kardanwelle die Hinterräder an. Der Wasserkühler ist direkt vor dem Motor hinter einem deutlich sichtbaren Kühlergrill.
Die Basis bildet ein Pressstahlrahmen. Der Radstand beträgt 2874 mm und die Spurweite 1250 mm. Eine Fahrzeuglänge von 3935 mm und eine Fahrzeugbreite von 1464 mm sind bekannt.
Bekannt sind Aufbauten als Phaeton und Tourenwagen.
Das Modell wurde 16 Monate lang produziert. Nachfolger wurde der Type GA, der am 24. Juli 1914 seine Zulassung erhielt.